# دالریمپل (ایرشر شرقی)
دالریمپل (به انگلیسی: Dalrymple) یک روستا در بریتانیا است که در ایرشر شرقی واقع شده‌است. دالریمپل ۱٬۳۴۷ نفر جمعیت دارد.